# Измама на Таксил
Измамата на Таксил е поредица антимасонски публикации на френския писател Лео Таксил, издадени в периода 1885-1897 година.
Таксил е известен с антиклерикалните си позиции, но през 1885 година, малко след издаването на насочената срещу франкмасонството папска енциклика „Humanum Genus“, той изненадващо приема публично католицизма. През следващите години той издава четири книги, описващи като действителни фантастични сатанистки ритуали, изпълнявани от масоните.
Книгите имат голям търговски успех в клерикалните среди, но през 1897 година Таксил обявява, че съдържанието им е измислица и благодари на църковните среди за рекламата, която са му правили. Въпреки това книгите на Таксил продължават да се цитират в съвременната антимасонска литература.